# John Regis
John Paul Lyndon Regis, MBE (født 13. oktober 1966) er en engelsk tidligere sprinter. I løbet af sin karriere har han vundet guldmedaljer i 200 meter ved Indendørs VM 1989 og Udendørs EM i 1990, samt en sølvmedalje på samme distance ved Udendørs VM i 1993.
Han var medlem af det britiske hold, der vandt guldmedalje i 4 x 400 m stafet ved VM 1991, og sølv i 4 x 100 m stafet i Sommer-OL 1988. Regis er stadig den Britiske 200 meter rekord-indehaver, en rekord han satte i 1994.

## Karriere
Regis' mest markante succeser fik han på 200 meter distancen. Han var den første britiske atlet, der præsterede et løb under 20 sekunder på distancen, og han har stadig den britiske rekord. Han var indendørsverdensmester og udendørs vice-verdensmester på distance, og han sluttede også som nummer seks ved de Olympiske lege 1992.[kilde mangler]
Regis opnåede også stor succes ved at løbe stafetløb, hvor han vandt flere internationale medaljer i både 4 x 100 m stafet og 4 x 400 meter-stafetten. Mest bemærkelsesværdigt er det, at han løb den tredje tur for det britiske 4 x 400 m stafet holdet ved VM i 1991 i Tokyo, hvor han hjalp dem med at besejre den stærke hold fra USA og vandt guld. Han var også en del af det britiske 4 × 400 m hold i 1990, hvor de satte en Europamesterskabs-rekord. Den 3. marts 1991 var Regis var en del af af det britiske hold, som satte verden indendørs rekord på den sjældent brugte 4 x 200 m med en tid på 1:22.11, som endnu ikke er blevet overgået.[kilde mangler]
I 2000 blev Regis og sprinterkollegaen Marcus Adam rekrutteret til bobslæde-træning med det britiske hold. Dette betød at Adam var med til Vinter-OL 2002.

## Personlige liv
Da Regis voksede op, konkurrerede han for Lewisham i London Youth Games. Han blev tildelt en MBE for sine præstationer inden for atletik. I 1989 åbnede han en løbebane, Wellesley Recreation Ground (også kendt som "the Well"), i Great Yarmouth.
Han var en fætter til den tidligere fodboldlandsholdsspiller for England, Cyrille Regis.
Regis' 15-årige nevø, Adam Regis, blev stukket ihjel lørdag den 17. marts 2007 i Plaistow, Stratford, Østlondon. Morderne blev beskrevet i medierne, som begået af fem unge sorte, der flygtede i en bil. Den dræbte havde fulgt i sin onkels fodspor som  atlet.

## Personlige rekorder
- 100 meter – 10.07 sek (Split, Jugoslavien, 28. august 1990)
- 200 meter – 19,87 sek (Sestriere, Italien, 31. juli 1994, UK post)
- 400 meter – 45.48 sek (Walnut, Californien, USA, 17. april 1993)

## Internationale konkurrencerekorder
| År                                      | Konkurrence                             | Sted                                    | Position                                | Begivenhed                              | Noter                                   |
| Repræsterende Storbritannien og England | Repræsterende Storbritannien og England | Repræsterende Storbritannien og England | Repræsterende Storbritannien og England | Repræsterende Storbritannien og England | Repræsterende Storbritannien og England |
| --------------------------------------- | --------------------------------------- | --------------------------------------- | --------------------------------------- | --------------------------------------- | --------------------------------------- |
| 1987                                    | VM                                      | Rom, Italien                            | 3.                                      | 200 m                                   | 20.18                                   |
| 1988                                    | OL                                      | Seoul, Sydkorea                         | 2.                                      | 4 × 100 m stafet                        | 38.28                                   |
| 1989                                    | Indendørs VM                            | Budapest, Ungarn                        | 1.                                      | 200 meter                               | 20.54                                   |
| 1990                                    | EM                                      | Split, Jugoslavien                      | 3.                                      | 100 m                                   | 10.07 w (vind: +2.2 m/s)                |
| 1990                                    | EM                                      | Split, Jugoslavien                      | 1.                                      | 200 m                                   | 20.11 (vind: 0.0 m/s)                   |
| 1990                                    | EM                                      | Split, Jugoslavien                      | 2.                                      | 4 × 100 m stafet                        | 37.98                                   |
| 1990                                    | EM                                      | Split, Jugoslavien                      | 1.                                      | 4 × 400 m stafet                        | 2:58.22 CR                              |
| 1990                                    | Commonwealth Games                      | Auckland, New Zealand                   | 2.                                      | 200 meter                               | 20.16 w                                 |
| 1990                                    | Commonwealth Games                      | Auckland, New Zealand                   | 1.                                      | 4 × 100 m stafet                        | 38.67                                   |
| 1991                                    | VM                                      | Tokyo, Japan                            | 1.                                      | 4 × 400 m stafet                        | 2:57.53                                 |
| 1991                                    | VM                                      | Tokyo, Japan                            | 3.                                      | 4 × 100 m stafet                        | 38.09                                   |
| 1992                                    | OL                                      | Barcelona, Spanien                      | 3.                                      | 4 × 400 m stafet                        | 2:59.73                                 |
| 1993                                    | VM                                      | Stuttgart, Tyskland                     | 2.                                      | 200 m                                   | 19.94                                   |
| 1993                                    | VM                                      | Stuttgart, Tyskland                     | 2.                                      | 4 × 100 m stafet                        | 37.77                                   |
| 1994                                    | Commonwealth Games                      | Victoria, Canada                        | 2.                                      | 200 m                                   | 20.25                                   |
| 1998                                    | Commonwealth Games                      | Kuala Lumpur, Malaysia                  | 3.                                      | 200 m                                   | 20.40                                   |